# عملية متساوية الضغط

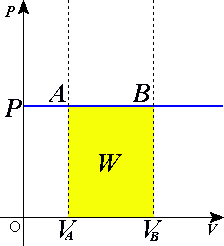

عملية متساوية الضغط أو عملية إسوية الضغط أو عملية ثبوت (أو تساوي) الضغط تمثل في مخطط الضغط والحجم بمستقيم أفقي مواز للمحور v ومعامد للمحور p ويمثل ذلك بالصيغة الرياضية {\displaystyle p=const}

## اقرأ أيضا
- عملية متساوية الحرارة
- عملية متساوية السخانة
- عملية متساوية الاعتلاج
- تغير حالة
- دالة حالة
- قوانين الغازات